# Spadek
Spadek (łac. hereditas) – ogół praw i obowiązków należących do spadkodawcy w chwili jego śmierci i przechodzących na jego następców prawnych (spadkobierców) w drodze dziedziczenia. Za elementy spadku są uznawane także stany faktyczne wpływające na sytuację prawną osoby, czyli np. posiadanie rzeczy, zwierząt, ekspektatywy nabycia praw.